# Saint-Avit (Lot e Garonna)
Saint-Avit è un comune francese di 164 abitanti situato nel dipartimento del Lot e Garonna nella regione della Nuova Aquitania.

## Società

### Evoluzione demografica
Abitanti censiti